# Gestageny
Gestageny – grupa hormonów steroidowych, które służą przygotowaniu organizmu do zajścia a następnie utrzymania ciąży. Głównym przedstawicielem gestagenów jest progesteron. Do grupy tej zaliczane są ponadto pochodne pregnanu, np. 17α-hydroksyprogesteron.